# Appendicula recondita
Appendicula recondita är en orkidéart som beskrevs av Johannes Jacobus Smith. Appendicula recondita ingår i släktet Appendicula och familjen orkidéer. Inga underarter finns listade i Catalogue of Life.